# Бианце
Бианцѐ (на италиански: Bianzè; на пиемонтски: Biansé, Биансе) е село и община в Северна Италия, провинция Верчели, регион Пиемонт. Разположено е на 182 m надморска височина. Населението на общината е 2011 души (към 2013 г.).